# 276 (getal)
Het natuurlijke getal tweehonderdzesenzeventig, in het decimale stelsel geschreven als 276, volgt op 275 en gaat vooraf aan 277.

## Wiskunde
Het getal {\displaystyle 276} heeft onder meer de volgende eigenschappen.
- Het is de som van drie op elkaar volgende vijfde machten:

{\displaystyle 276={{1}^{5}}+{{2}^{5}}+{{3}^{5}}}
- Het getal is het 23e driehoeksgetal, het 12e zeshoeksgetal en het 10e gecentreerde vijfhoeksgetal.

| 276 (figuratief)       | 276 (figuratief)      | 276 (figuratief)                |
| 276 als driehoeksgetal | 276 als zeshoeksgetal | 276 als centraal vijfhoeksgetal |
- {\displaystyle 276} is het kleinste getal waarvan (nog) niet duidelijk is of de aliquotrij ervan eindigt c.q. repeteert. Het getal is het eerste van de zogeheten 'Vijf van Lehmer'.[1]
- Het getal is de som van twaalf opeenvolgende priemgetallen:

{\displaystyle 276=5+7+11+13+17+19+23+29+31+37+41+43}
- {\displaystyle {{(276)}_{10}}={{(484)}_{8}}={{(11)}_{275}}}, zodat het een palindroom is in het 8-tallig en 275-tallig stelsel.
- {\displaystyle 276} komt voor in een aantal pythagorese drietallen:

{\displaystyle {\begin{aligned}&(115,276,299),\ (207,276,345),\ (276,368,460),\ (276,493,565),\ (276,805,851),\ (276,1040,1076),\ (276,1575,1599),\ \\&(276,2107,2125),\ (276,3168,3180),\ (276,4757,4765),\ (276,6345,6351),\ (276,9520,9524),\ (276,19043,19045)\\\end{aligned}}}
- Omdat {\displaystyle {{(276)}_{10}}={{(100010100)}_{2}}} is, is het getal een odious getal, het aantal enen in de binaire notatie is oneven.
- Het getal {\displaystyle 276} is een {\displaystyle \tau }-getal, dat wil zeggen het door de aantal getallen {\displaystyle x} kan worden gedeeld, zodat 276 door {\displaystyle x} kan worden gedeeld. 276 kan door 12 verschillende getallen worden gedeeld, 1 en 276 zelf meegerekend. {\displaystyle 276/12=23}
- {\displaystyle s(276)=396>276}, en daarom is 276 een overvloedig getal.[2]

## Overig
- De jaren 276 en 276 v.Chr.
- In Handelingen 27:37 staat: Wij waren nu in het schip in alles tweehonderd zes en zeventig zielen.